# Паладжи, Пеладжио
Пеладжио Паладжи (итал. Pelagio Palagi; 25 мая 1775, Болонья — 6 марта 1860, Турин) — итальянский скульптор, архитектор, живописец-декоратор, художник-орнаменталист переходного периода от неоклассицизма к романтизму.

## Биография

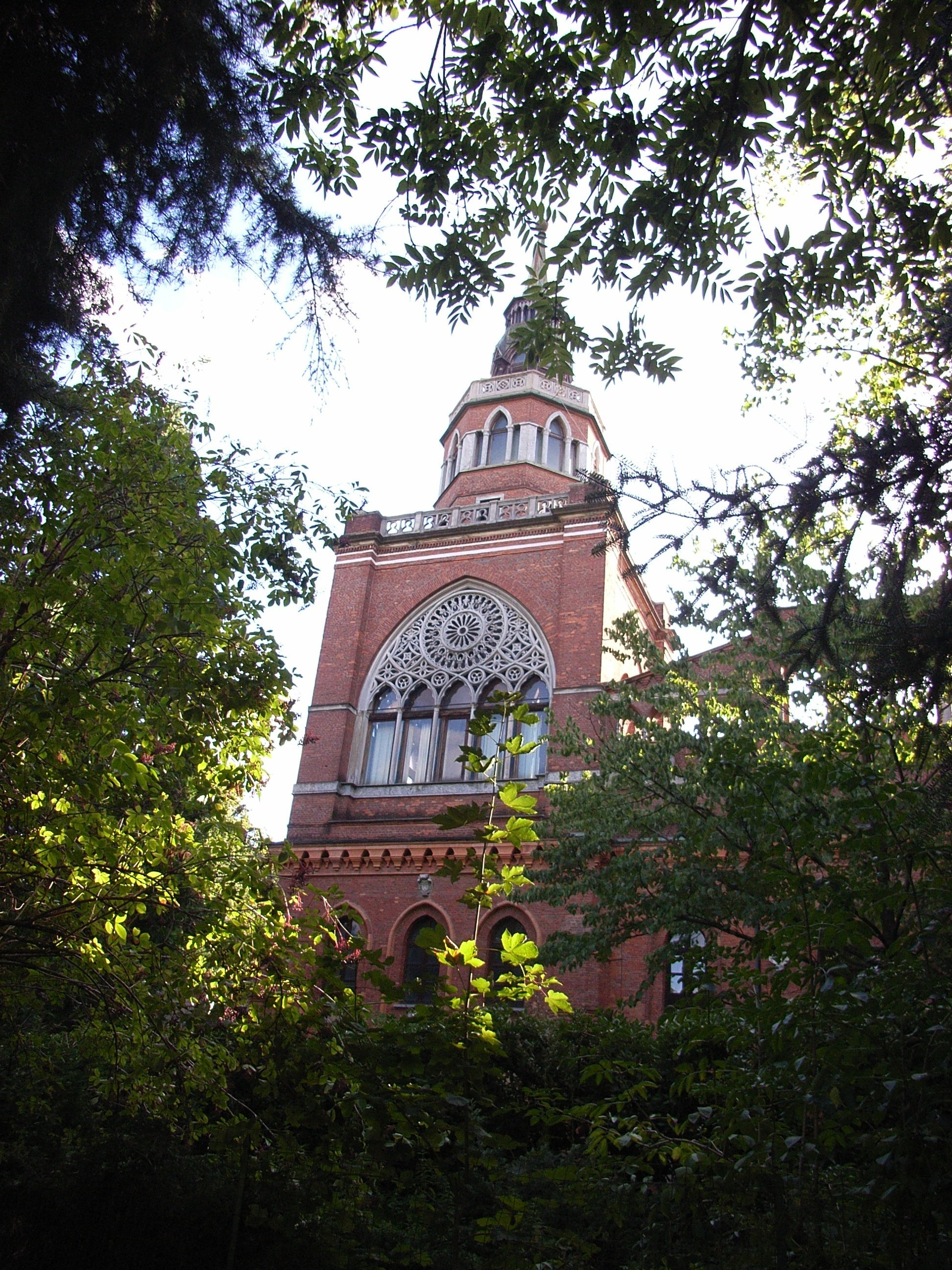
Башня П. Паладжи в Дезио

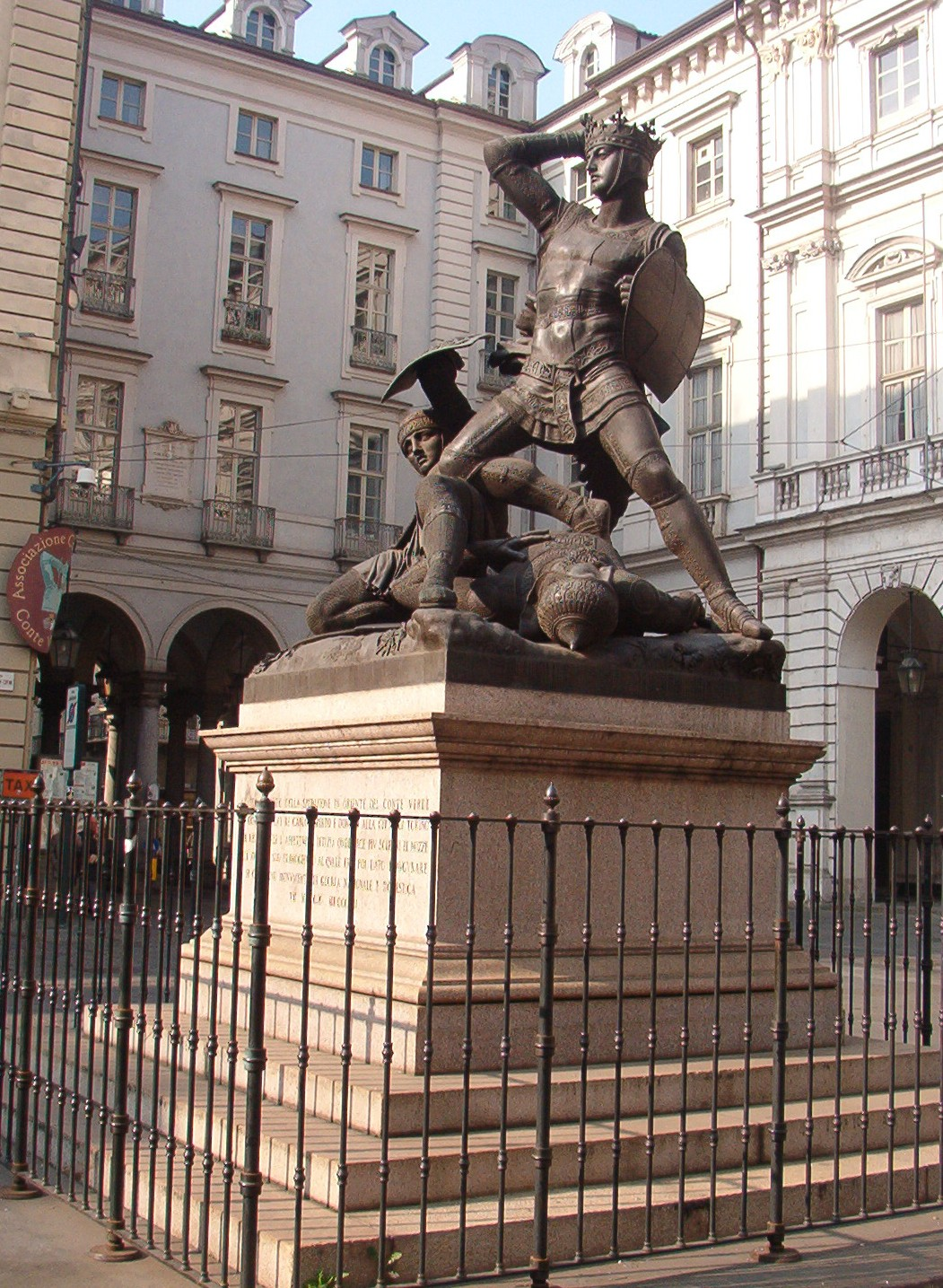
Статуя графа Савойского Амадея VI работы П. Паладжи на площади Палаццо ди Читта в Турине

В юности изучал архитектуру, фигуративную и портретную живопись в Академии художеств. С 1806 года — пенсионер Академии художеств в Риме. Испытал влияние В. Камуччини, Л. Сабателли, Ф. Джани, увлекался античностью, археологией, изучал гравюры Пиранези.
Его творческое формирование и первые работы совпали с прибытием в город наполеоновских войск; благодаря просьбе своего наставника, который был членом Сената и представителем временного правительства Болоньи, Паладжи разработал униформу, медали и эмблемы с символами свободы, равенства, братства, которые использовались в письмах и открытках при Директории.
В 1812—1813 годах молодой художник участвовал в украшении Квиринальского дворца для встречи в Риме Наполеона. Он написал здесь полотно «Цезарь, провозглашающий законы» в духе Камуччини. Высокопарный сюжет, торжественно-статичная композиция отвечали духу искусства периода империи. Позже представители буржуазии доверили ему создание монументальных надгробных памятников Эдоардо Пеполи (1801), Джироламо Болоньини Аморини (1803) и Луиджи Сампьери (1804) для Чертоза ди Болонья.

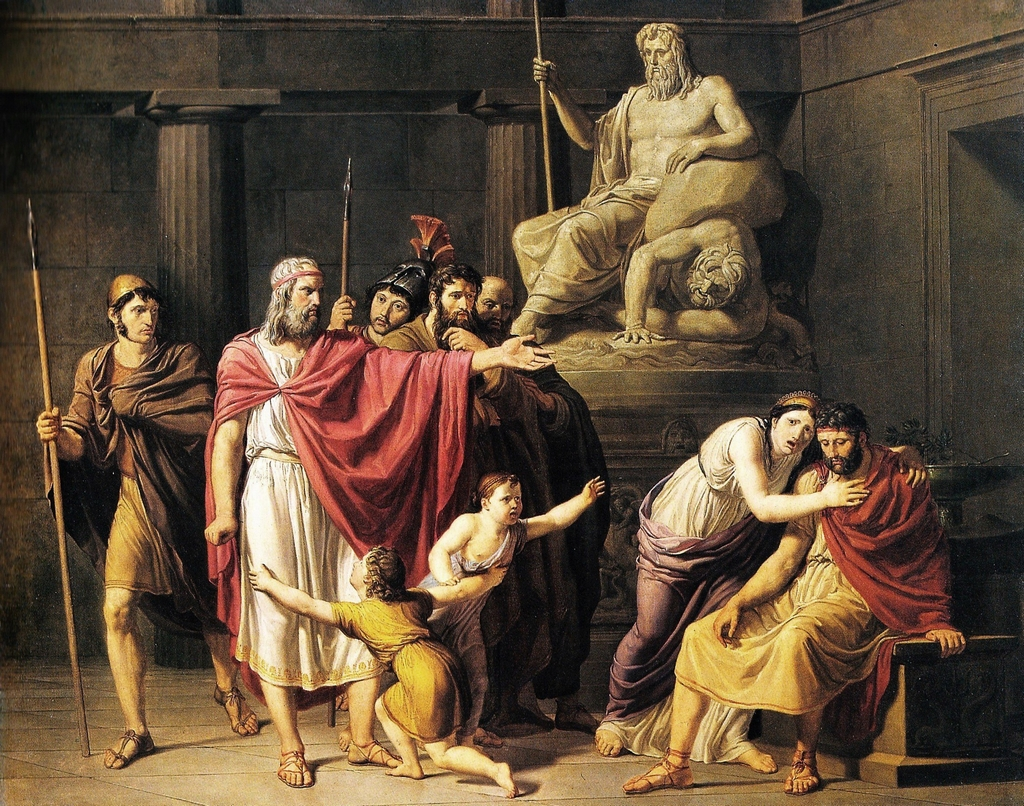
Клеомброт II изгоняет царя Спарты Леонида II

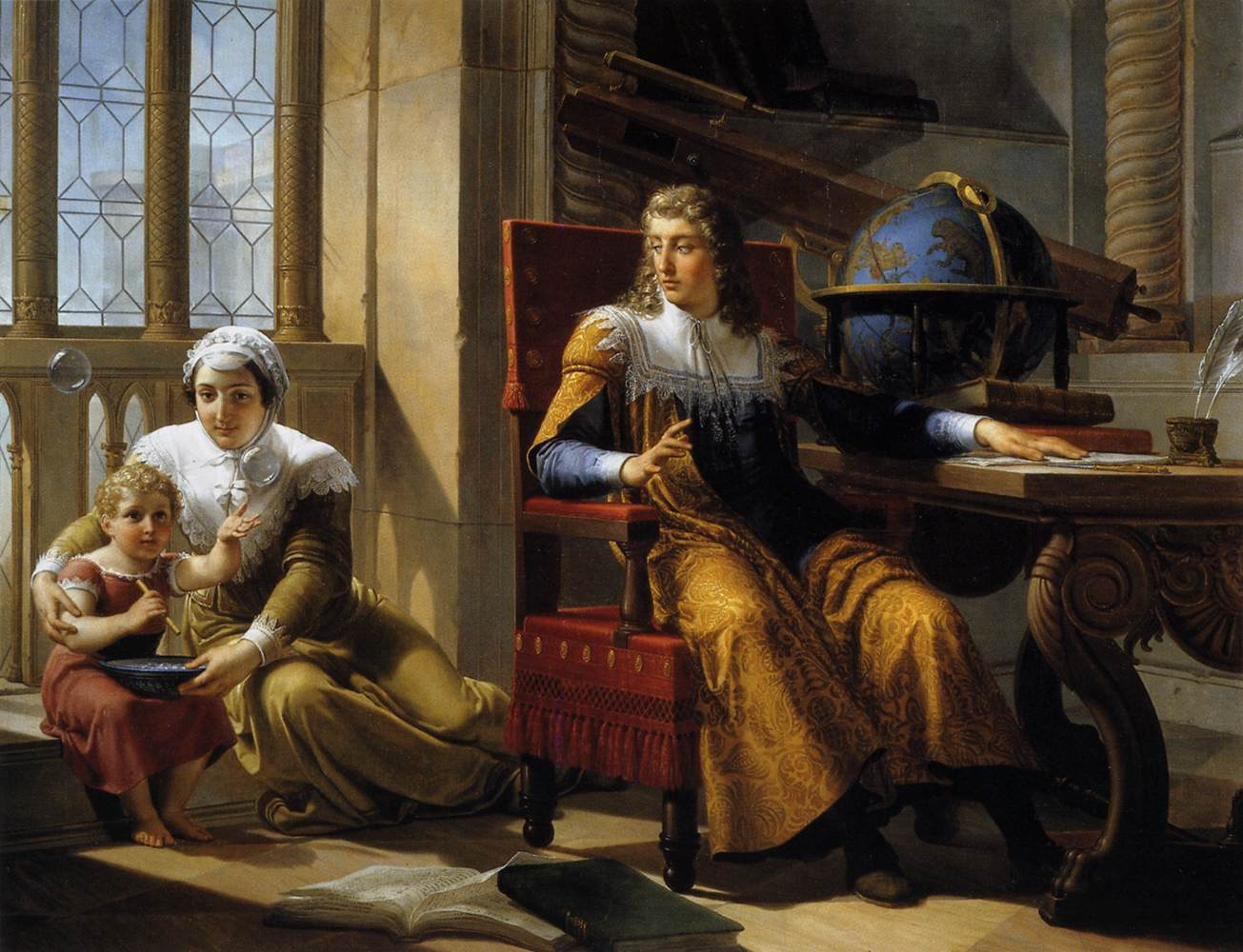
Ньютон открывает закон преломления света (1827)

Характерные черты живописной манеры Паладжи проявились во фреске «Зевс на Олимпе», двух росписях восьмиугольной (октагональной) формы «Римские игры» (1822) в королевском дворце Милана (не сохранились). Помимо фресковой живописи Паладжи работал как художник-орнаменталист, выполняя проекты украшения интерьеров, исполняя эскизы мебели, каминов, осветительных приборов, рисунка полов, тканей и др.
Талант Паладжи в этой области был замечен королём Карлом Альбертом Савойским, который пригласил его в 1834 году в Турин в качестве художника-декоратора королевских дворцов. По проекту П. Паладжи были украшены интерьеры замка Раккониджи, Кастелло ди Полленцо и Королевского дворца в Турине. Король присвоил ему титул «живописец королевских дворцов» и назначил руководителем школы художников-декораторов при Академии художеств.
В 1834 году занял кафедру орнаменталистики (Cattedra di Ornato) в туринской Академии Альбертина.